# Trevor Rees-Jones
Trevor Rees-Jones (* 3. März 1968 in Rinteln, Deutschland) ist ehemaliger britischer Soldat und Leibwächter von Dodi Al-Fayed. Am 31. August 1997 trug er bei dem Autounfall, durch den unter anderem Diana, Princess of Wales starb und er als einziger Insasse des verunfallten Wagens überlebte, schwere Kopfverletzungen davon. Als Folge davon erinnert sich Rees-Jones kaum an Details des Unfalls.

## Biografie
Trevor Rees-Jones ist der mittlere von drei Brüdern. Im Alter von 10 Jahren kehrte er zusammen mit seiner Familie zurück nach Oswestry, am Rande von Wales, nahe dem Zuhause seines Vaters in dessen Jugend. An der inzwischen aufgelösten Fitzalan School schrieb er sich bei der Combined Cadet Force ein.
1987 verpflichtete sich Rees-Jones beim 1st Battalion des Parachute Regiments, wo er seinen Dienst in Nordirland leistete und ihm die General Service Medal verliehen wurde.

## Unfall
Am 31. August 1997 wurde Rees-Jones bei dem Autounfall schwer verletzt. Er saß auf dem Beifahrersitz und war der einzige Überlebende. Sein Gesicht wurde durch den Unfall eingedrückt und zahlreiche Knochen brachen oder zersplitterten. Er lag 10 Tage lang im künstlichen Koma. Sein Gesicht wurde anhand alter Familienfotos durch den MKG-Chirurgen Luc Chikhani mit etwa 150 Titanteilen rekonstruiert, um die Knochen in ihrer Position zu halten und die ursprüngliche Form wiederherzustellen. Innerhalb eines Jahres war sein Gesicht wie nahezu vor dem Unfall wiederhergestellt.
Die Kosten für die Spezialbehandlung wurden von Dodi Al-Fayeds Vater, Mohamed Al-Fayed übernommen, der zum Unfallzeitpunkt auch Rees-Jones’ Arbeitgeber war. Die übrigen Kosten übernahm der britische National Health Service.
Rees-Jones kehrte am 3. Oktober 1997 nach einem einmonatigen Krankenhausaufenthalt zurück ins Vereinigte Königreich. Zur damaligen Zeit konnte er sich nur durch Flüstern und das Aufschreiben von Antworten verständigen. Er kündigte seinen Job als Leibwächter am 19. Mai 1998.
Nachdem er sich von seinen Verletzungen erholt hatte, zog Rees-Jones ins nördliche Shropshire und arbeitete eine Zeitlang in einem kleinen Familienbetrieb, einem Geschäft für Sportbekleidung in Oswestry.
Mit Hilfe der Ghostwriterin Moira Johnston schrieb Rees-Jones ein Buch über seine Erfahrungen. Das Buch, das 2000 in New York veröffentlicht und in der Folge in mehrere Sprachen übersetzt wurde, rekonstruiert die Ereignisse anhand von Rees-Jones’ eigenen bruchstückhaften Erinnerungen, ergänzt durch jene seiner Familie und Freunde. Er entschied sich, das Buch herauszugeben, weil einige bizarre Geschichten über den Unfall zirkulierten und weil sein früherer Arbeitgeber Al-Fayed ihn beschuldigt hatte, er habe seinen Job nicht richtig gemacht.

## Privatleben
Am 12. August 1995 heiratete Rees-Jones in Oswestry Sue Jones, wo sich das Paar zuvor an der Fitzalan School kennengelernt hatte. Jones reichte im Juni 1997 die Scheidung ein. In seiner zweiten Ehe heiratete Trevor Rees am 15. Februar 2003 die Lehrerin Ann Scott. Die Hochzeitsfeier fand in Welshpool, Wales statt.

## Veröffentlichungen
- mit Moira Johnston: The Bodyguard’s Story: Diana, the Crash, and the Sole Survivor. Warner Books, New York 2000, ISBN 0-446-52775-0 (englisch).
  - mit Moira Johnston: Der Leibwächter: Was geschah wirklich, als Diana starb? Aus dem Engl. von Jeanette Böttcher. Heyne, München 2000, ISBN 3-453-18110-7.